# Włókniarz Łódź
Włókniarz Łódź – polski klub piłkarski (dawniej wielosekcyjny) z siedzibą w Łodzi.

## Informacje ogólne
- Pełna nazwa: Miejski Klub Sportowy Włókniarz Łódź
- Rok założenia: 1928
- Rok rozwiązania: 2004
- Reaktywacja: 2014
- Adres: dawny: ul. Milionowa 12, 93-193 Łódź[1]
- Barwy: biało-zielone

## Nazwy
- 14 lipca 1928 – Klub Pracowników Zjednoczonych Zakładów Włókienniczych Karola Scheiblera i Ludwika Grohmana (KP Zjednoczone Łódź)
- kwiecień 1945 – KP Zjednoczone (reaktywacja klubu)
- 1947 – Związkowy KS Włókniarz Łódź
- 1949 – wraz z Dziewiarskim KS włączony do struktur ŁKS
- 1958 – (reaktywacja) Włókniarz Łódź – fuzja Włókienniczego KS Victoria Łódź, KS Orionu oraz Dziewiarskiego KS (który rok wcześniej połączył się z KS Zakładów Przemysłu Wełnianego 9 Maja)[2][3]
- 1993 – Klub Piłkarski Victoria-Włókniarz Łódź – fuzja z (Victorią Łódź)
- 1996 – KS Włókniarz Łódź

## Historia
Klub został założony 14 lipca 1928 roku jako Klub Pracowników Zjednoczonych Zakładów Włókienniczych Karola Scheiblera i Ludwika Grohmana (skr. KP Zjednoczone Łódź). Na początku istnienia działało 6 sekcji: kolarska, piłki nożnej, lekkoatletyki, gier sportowych (koszykówka, hazena, siatkówka), tenisa stołowego, szachowa oraz kręglarska. 
W latach 1933–1938 na terenach przyfabrycznych wybudowano stadion sportowy z pełnowymiarową płytą boiska piłkarskiego i bieżnią lekkoatletyczną oraz boiskami do gier sportowych. Oddany uroczyście do użytku 11 września 1938 r..
Po II wojnie światowej reaktywowano klub. W 1949 został włączony do struktur Łódzkiego Klubu Sportowego. W drugiej połowie lat 50. klub już pod nową nazwą - Włókniarz, pojawił się na nowo na mapie sportowej Polski. Działało w nim wiele sekcji, w tym piłkarska oraz kolarska i tenisa stołowego, które wychowały olimpijczyków.
W 1999 zadłużony klub sprzedał swoje historyczne tereny przy ul. Milionowej, a w 2004 zarząd na czele z prezesem Pawłem Krupińskim podjął decyzję o rozwiązaniu.

## Reaktywacja
W 2014 roku, w 10 lat po rozwiązaniu klubu grupa entuzjastów z jednym z byłych piłkarzy na czele, Jackiem Zającem, postanowiła wskrzesić klub. Nowy Miejski Klub Sportowy Włókniarz został zarejestrowany w Wydziale Sportu Urzędu Miasta Łodzi. Nowy klub jedynie nawiązuje do nazwy, nie jest kontynuatorem tradycji Włókniarza Łódź.

## Sekcja piłkarska
Jedyna sekcja działająca w klubie. Przed wojną w 1933 jej piłkarze wywalczyli awans do rozgrywek A klasy ŁOZPN.
W latach 60. i 70. sekcja przeważnie grała w III lidze (obecna II liga), a jej szeregi zasilało wielu byłych ełkaesiaków, na czele z mistrzami Polski z 1958: Stanisławem Baranem, Leszkiem Jezierskim, Henrykiem Szymborskim i Józefem Walczakiem.
Największym sukcesem w historii sekcji był udział w rozgrywkach II ligi (dziś I) w sezonie 1969/1970.

## Sekcja kolarska
Sekcja kolarska, najbardziej utytułowana w historii klubu, istniała od początków jego istnienia. Już w roku 1930 tytuł wicemistrza Polski wywalczył torowiec Jan Jędrzejewski, który był ponadto dwukrotnym uczestnikiem mistrzostw świata w 1938 (Amsterdam) i 1939 (Mediolan). Po wojnie w jej szeregach trenowało wielu znakomitych kolarzy, na czele z medalistą igrzysk olimpijskich z Montrealu (1976), Mieczysławem Nowickim.

## Sekcja tenisa stołowego
Podobnie jak kolarska istniała w klubie od samego początku istnienia klubu. Wychowała kilku reprezentantów Polski, na czele z Tomaszem Krzeszewski, olimpijczykiem z Sydney (2000) i Aten (2004).

## Sekcja hokeja na lodzie
W turnieju finałowym mistrzostw Polski juniorów w dniach 10-12 marca 1955 Włókniarz Łódź zajął trzecie miejsce zdobywając brązowy medal.

## Pozostałe sekcje
- boks
- kręglarstwo
- lekkoatletyka
- siatkówka
- szachy
- piłka ręczna
- szermierka
- narciarstwo
- koszykówka
- pływanie
- rugby
- atletyka[b]